# Nahverkehr in Koblenz

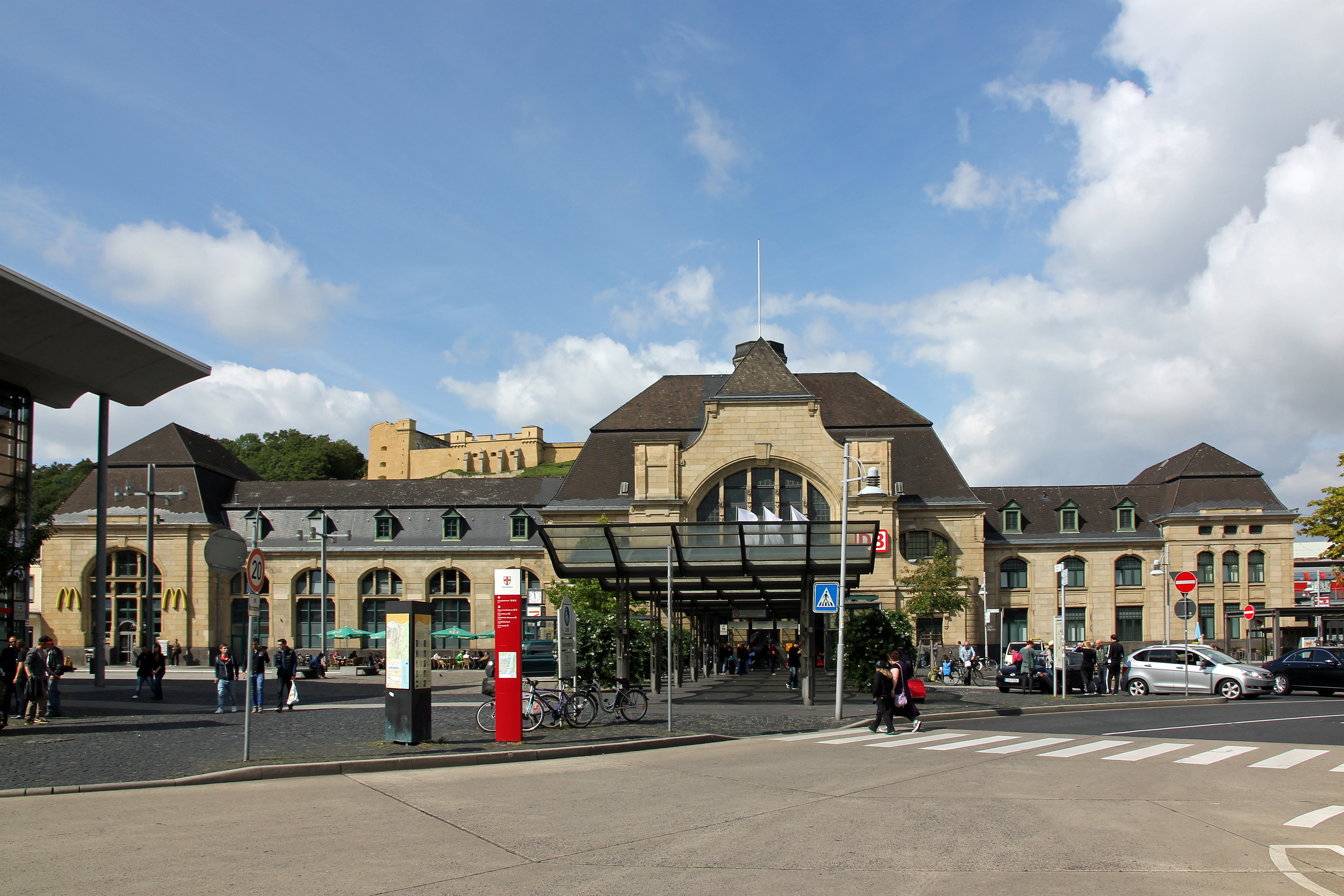
Gebäude des Koblenzer Hauptbahnhofs vom Busbahnhof aus

Der öffentliche Personennahverkehr in Koblenz wird primär von einem Omnibusnetz getragen, das durch den stärker überörtlich ausgerichteten Eisenbahnverkehr ergänzt wird. Als kreisfreie Stadt ist Koblenz einer der Gesellschafter des Verkehrsverbunds Rhein-Mosel (VRM), der für die Preisgestaltung des öffentlichen Personennahverkehrs im nördlichen Rheinland-Pfalz zuständig ist.

## Aktueller Nahverkehr

### Schienenverkehr

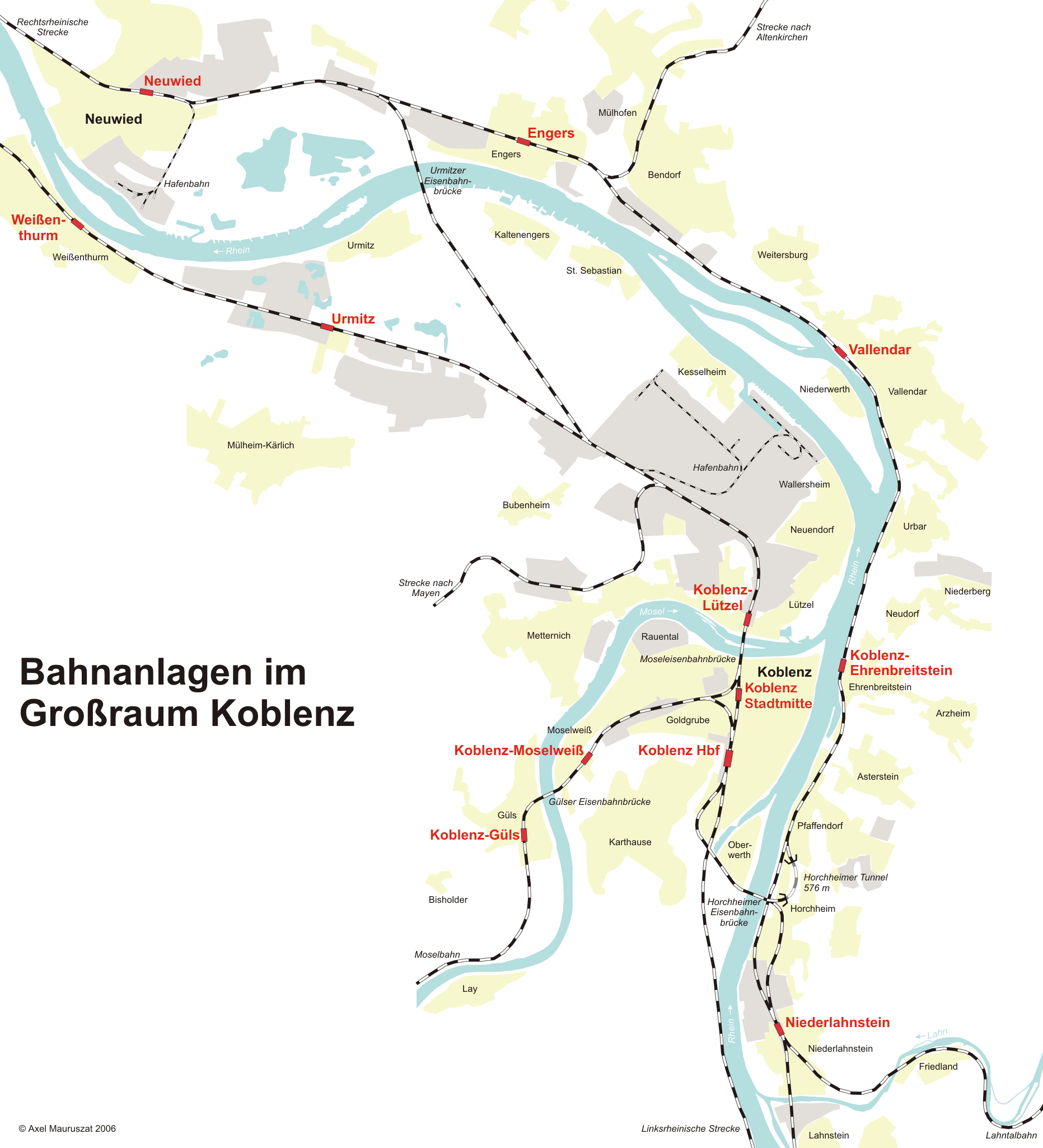
Karte der Bahnanlagen im Großraum Koblenz

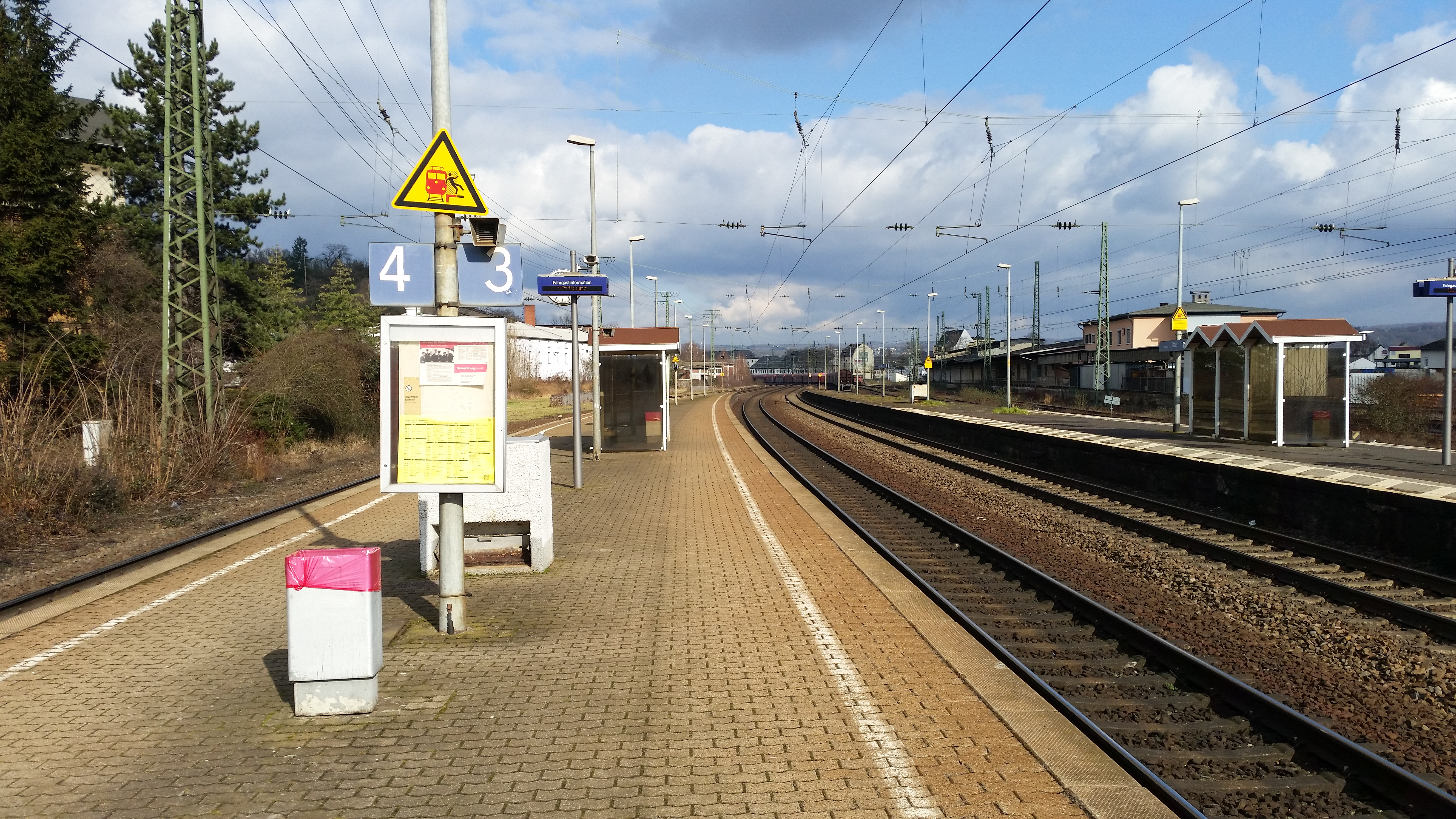
Personenbahnhof Koblenz-Lützel

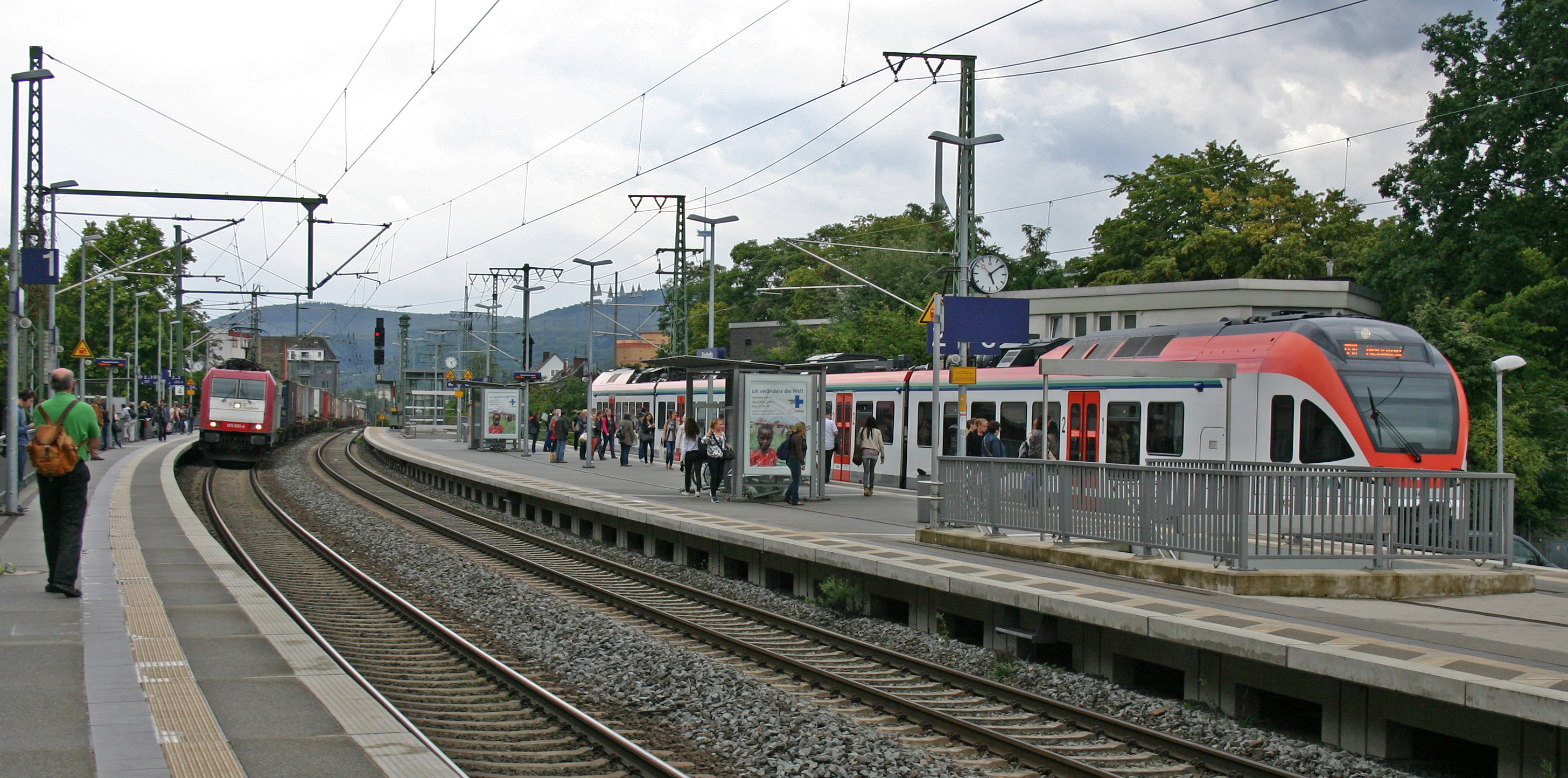
Bahnhaltepunkt Koblenz Stadtmitte

Koblenz verfügt über die sechs Personenbahnhöfe Koblenz Hauptbahnhof, Koblenz Stadtmitte, Koblenz-Ehrenbreitstein, Koblenz-Lützel, Koblenz-Moselweiß sowie Koblenz-Güls. An den Bahnhöfen Koblenz Hauptbahnhof und Koblenz Stadtmitte verkehren sowohl Regionalexpress- als auch Regionalbahn-Linien, an den Bahnhöfen Koblenz-Ehrenbreitstein, Koblenz Güls und Koblenz-Moselweiß verkehren nur Regionalbahnen. Der Bahnhof Koblenz-Lützel wird von einer Regionalexpress- und einer Regionalbahnlinie bedient, zwei weitere Regionalbahnlinien durchfahren den Bahnhof ohne Halt. Zugang zum Personenfernverkehr gibt es nur am Hauptbahnhof Koblenz.
Relevant für den Personennahverkehr innerhalb von Koblenz sind insbesondere die Bahnlinien auf den nördlichen Ästen der linken und rechten Rheinstrecke sowie die Regionalbahn-Linie auf der Moselstrecke.
Am Hauptbahnhof Koblenz verkehren die Regionalverkehrslinien:
| Linie      | Verlauf | Takt    |
| ---------- | --- | ------- |
| RE 1 RE 11 | Koblenz Hbf – Kobern-Gondorf – Treis-Karden – Cochem – Bullay – Wittlich Hbf – Trier Hbf – Saarbrücken Hbf – Kaiserslautern Hbf – Neustadt (Weinstraße) Hbf – Ludwigshafen Mitte – Mannheim Hbf / – Wasserbillig – Wecker – Munsbach – Sandweiler-Contern – Bahnhof Luxemburg | 60 min  |
| RE 2       | Koblenz Hbf – Boppard Hbf – Mainz Hbf – Frankfurt(M)Flughafen – Frankfurt-Niederrad – Frankfurt(M) Hbf | 120 min |
| RE 5 (RRX) | Rhein-Express: Wesel – Friedrichsfeld (Niederrhein) (zweistdl.) – Voerde (Niederrhein) – Dinslaken – Oberhausen-Holten (zweistdl.) – Oberhausen-Sterkrade – Oberhausen Hbf – Duisburg Hbf – Düsseldorf Flughafen – Düsseldorf Hbf – Düsseldorf-Benrath – Leverkusen Mitte – Köln-Mülheim – Köln Messe/Deutz – Köln Hbf – Köln Süd – Brühl – Bonn Hbf – Bonn UN Campus – Bonn-Bad Godesberg – Oberwinter – Remagen – Sinzig (Rhein) – Bad Breisig – Andernach – Koblenz Stadtmitte – Koblenz Hbf Stand: Fahrplanwechsel Dezember 2023 | 60 min  |
| RE 8       | Rhein-Erft-Express: (Mönchengladbach Hbf – Rheydt Hbf – Rheydt-Odenkirchen – Hochneukirch – Jüchen – Grevenbroich –)* Rommerskirchen – Stommeln – Pulheim – Köln-Ehrenfeld – Köln Hbf – Köln Messe/Deutz – Porz (Rhein) – Troisdorf – Friedrich-Wilhelms-Hütte – Menden (Rheinl) – Bonn-Beuel – Bonn-Oberkassel – Niederdollendorf – Königswinter – Rhöndorf – Bad Honnef (Rhein) – Unkel – Linz (Rhein) – Bad Hönningen – Rheinbrohl – Neuwied – Urmitz Rheinbrücke – Koblenz-Lützel – Koblenz Stadtmitte – Koblenz Hbf * nur werktags Stand: Fahrplanwechsel Dezember 2023 | 60 min  |
| RB 10      | Rheingau-Linie Neuwied – Koblenz Stadtmitte – Koblenz Hbf – Niederlahnstein – St. Goarshausen – Wiesbaden Hbf – Frankfurt-Höchst – Frankfurt(M) Hbf | 60 min  |
| RE 17      | Koblenz Hbf – Boppard Hbf – Oberwesel – Bad Kreuznach – Bad Münster am Stein – Rockenhausen – Winnweiler – Kaiserslautern Hbf | 120 min |
| RB 23      | Lahn-Eifel-Bahn Limburg (Lahn) – Diez – Fachingen – Balduinstein – Laurenburg – Obernhof – Nassau (Lahn) – Dausenau – Bad Ems – Bad Ems West – Nievern – Friedrichssegen – Niederlahnstein – Koblenz Hbf – Koblenz Stadtmitte – Urmitz – Weißenthurm – Andernach – Miesenheim – Plaidt – Kruft – Mendig – Thür – Kottenheim – Mayen Ost (– Mayen West) | 60 min  |
| RE 25      | Koblenz Hbf – Niederlahnstein – Bad Ems – Nassau – Diez – Limburg(Lahn) – Weilburg – Wetzlar – Gießen | 120 min |
| RB 26      | MittelrheinBahn: (Köln/Bonn Flughafen –) (nur im Nachtverkehr) Köln Messe/Deutz – Köln Hbf – Köln West – Köln Süd – Hürth-Kalscheuren – Brühl – Sechtem – Roisdorf – Bonn Hbf – Bonn UN Campus – Bonn-Bad Godesberg – Bonn-Mehlem – Rolandseck – Oberwinter – Remagen – Sinzig (Rhein) – Bad Breisig – Brohl – Namedy – Andernach – Weißenthurm – Mülheim-Kärlich – Koblenz-Lützel – Koblenz Stadtmitte – Koblenz Hbf – Rhens – Spay – Boppard Hbf – Boppard-Bad Salzig – Boppard-Hirzenach – Sankt Goar – Oberwesel – Bacharach – Niederheimbach – Trechtingshausen – Bingen (Rhein) Hbf – Bingen (Rhein) Stadt – Bingen-Gaulsheim – Gau Algesheim – Ingelheim – Heidesheim (Rheinhessen) – Uhlerborn – Budenheim – Mainz-Mombach – Mainz Hbf Stand: Fahrplanwechsel Dezember 2021 | 60 min  |
| RB 27      | Rhein-Erft-Bahn: Mönchengladbach Hbf – Rheydt Hbf – Rheydt-Odenkirchen – Hochneukirch – Jüchen – Grevenbroich – Rommerskirchen – Stommeln – Pulheim – Köln-Ehrenfeld – Köln Hbf – Köln Messe/Deutz – Köln/Bonn Flughafen – Troisdorf – Friedrich-Wilhelms-Hütte – Menden (Rheinl) – Bonn-Beuel – Bonn-Oberkassel – Niederdollendorf – Königswinter – Rhöndorf – Bad Honnef (Rhein) – Unkel – Erpel (Rhein) – Linz (Rhein) – Leubsdorf (Rhein) – Bad Hönningen – Rheinbrohl – Leutesdorf (Rhein) – Neuwied – Engers – Vallendar – Koblenz-Ehrenbreitstein – Koblenz Hbf Stand: Fahrplanwechsel Dezember 2023 | 60 min  |
| RB 81      | (Oberlahnstein –) Koblenz Hbf – Koblenz-Moselweiß – Koblenz-Güls – Cochem (Mosel) – Bullay – Wittlich Hbf – Trier Hbf (im Berufsverkehr Zusatzfahrten zwischen Koblenz und Cochem) | 60 min  |

Stillgelegte Bahnhoefe in Koblenz sind der Bahnhof Koblenz-Rübenach sowie der Bahnhof Koblenz-Metternich an der Bahnstrecke Koblenz-Lützel–Mayen Ost.

### Busverkehr

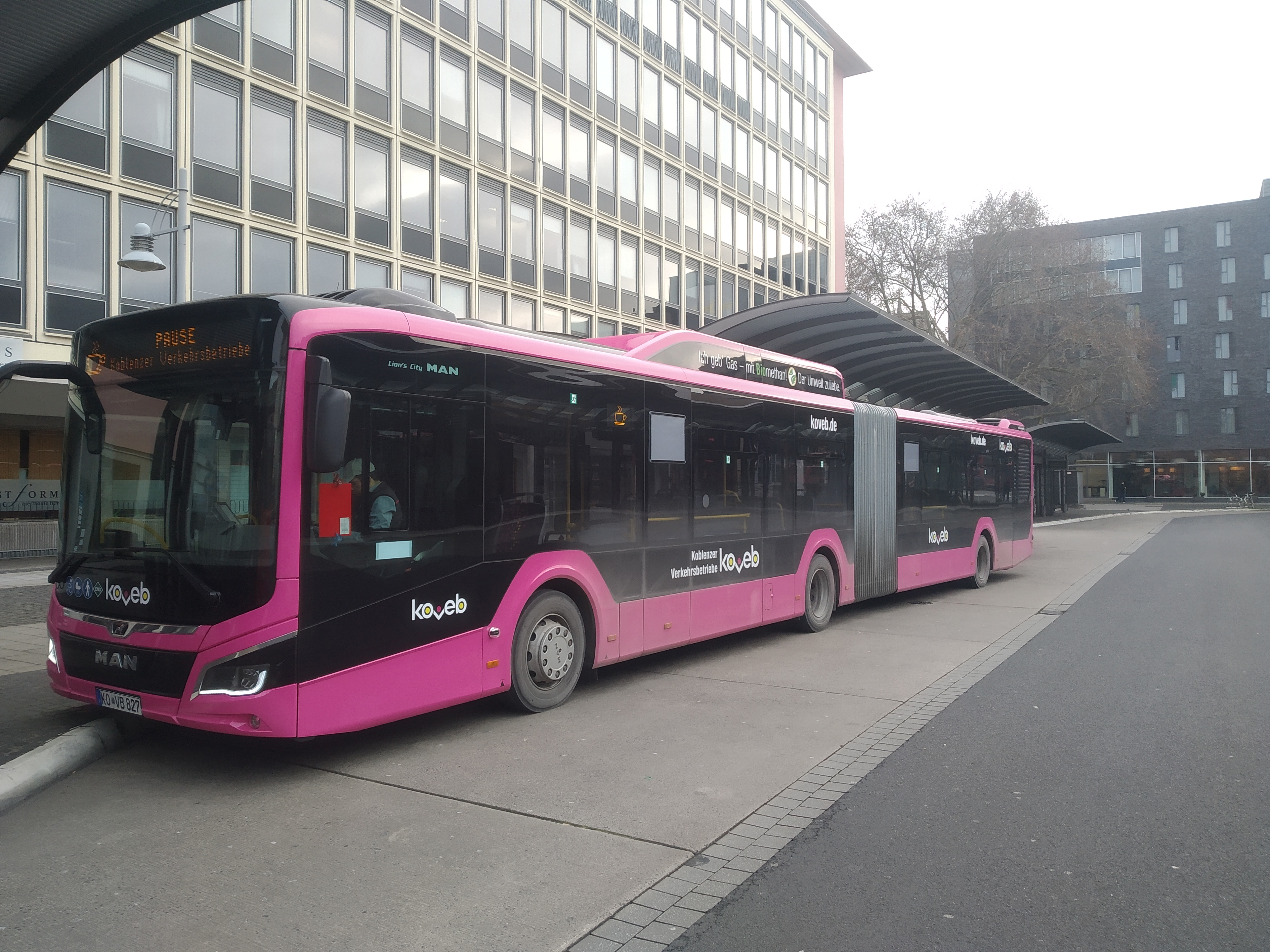
Biomethanbus der koveb am zentralen Omnibusbahnhof am Hauptbahnhof im neuen Design

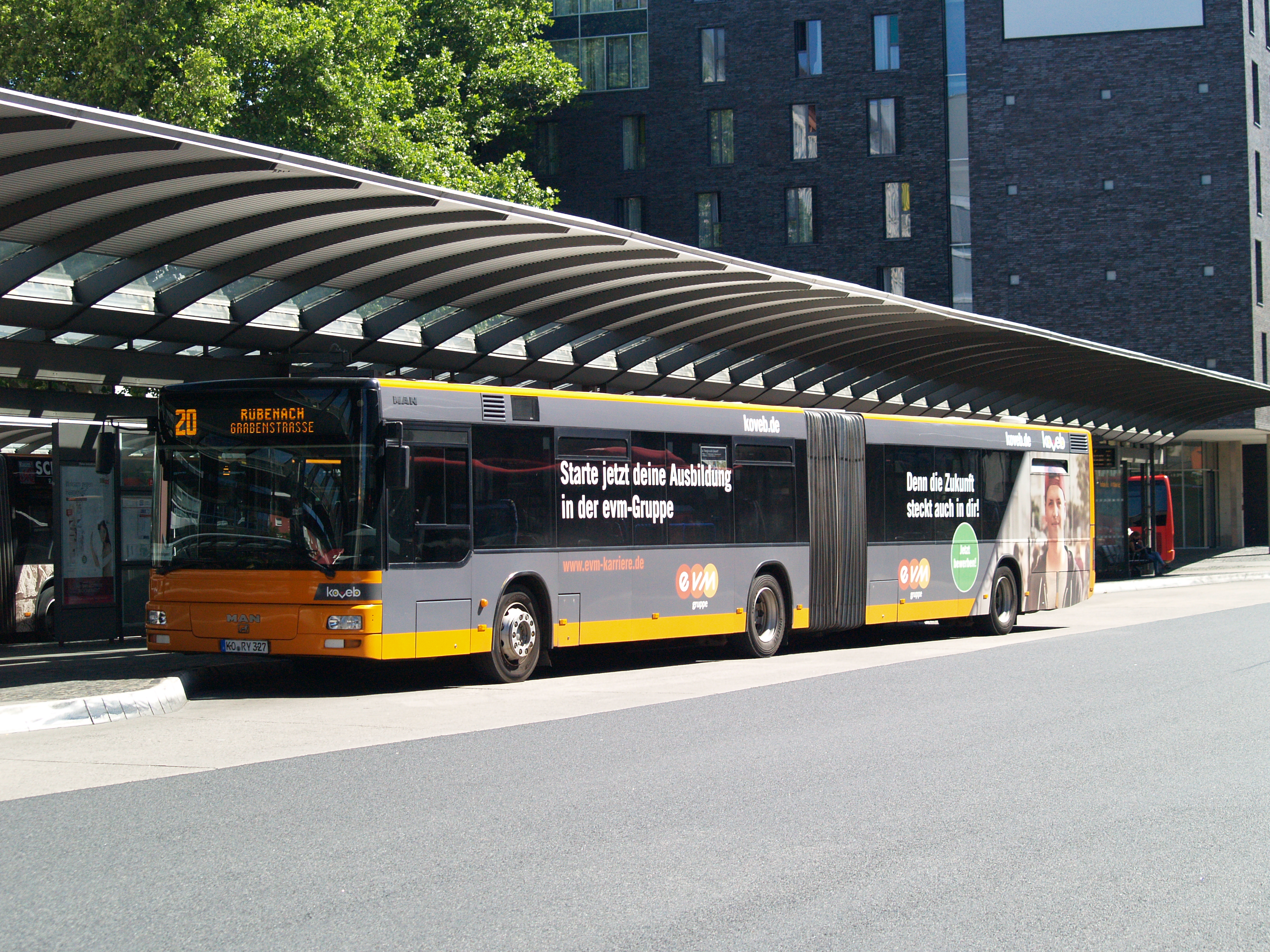
Dieselbus der koveb am zentralen Omnibusbahnhof am Hauptbahnhof im alten Design

Der Stadtbus ist das zentrale Verkehrsmittel im Koblenzer Nahverkehr. In der Innenstadt gibt es drei zentrale Umsteigehaltestellen. Diese befinden sich am Hauptbahnhof, am Zentralplatz und am Löhr-Center, das sich unmittelbar am Bahnhaltepunkt Stadtmitte befindet. Der Busbahnhof Stadtmitte/Löhr-Center ist (Stand 2023) mit rund 1.400 Abfahrten (Mo.–Fr.) die hochfrequentierteste Umsteigehaltestelle in Koblenz.
Die Buslinien, die vorwiegend durch die Innenstadt verkehren, werden überwiegend von der koveb betrieben. Diese innerstädtischen Linien verkehren alle über die Haltestelle Bahnhof Stadtmitte/Löhr-Center, jedoch nur etwa die Hälfte von ihnen halten auch am Hauptbahnhof, wodurch ein Umstieg vom Schienenfernverkehr sowie von Regionalverkehrszügen aus Richtung Trier und Mainz auf den innerstädtischen Busverkehr erschwert wird.
Weitere Linien werden unter anderem von den Firmen Rhein-Mosel Verkehrsgesellschaft, Verkehrsbetriebe Mittelrhein, DB Regio Bus Rhein-Mosel gefahren. Diese Busse bedienen fast alle benachbarten Ziele, zum Beispiel Nassau, Lahnstein, Boppard, Simmern, Montabaur, Hachenburg, Altenkirchen, den Flughafen Frankfurt-Hahn, Mülheim-Kärlich, Neuwied und Höhr-Grenzhausen.
Zusätzlich zu den regulären Linien fahren im Schülerverkehr auf vielen Strecken E-Wagen.

### Fährverkehr

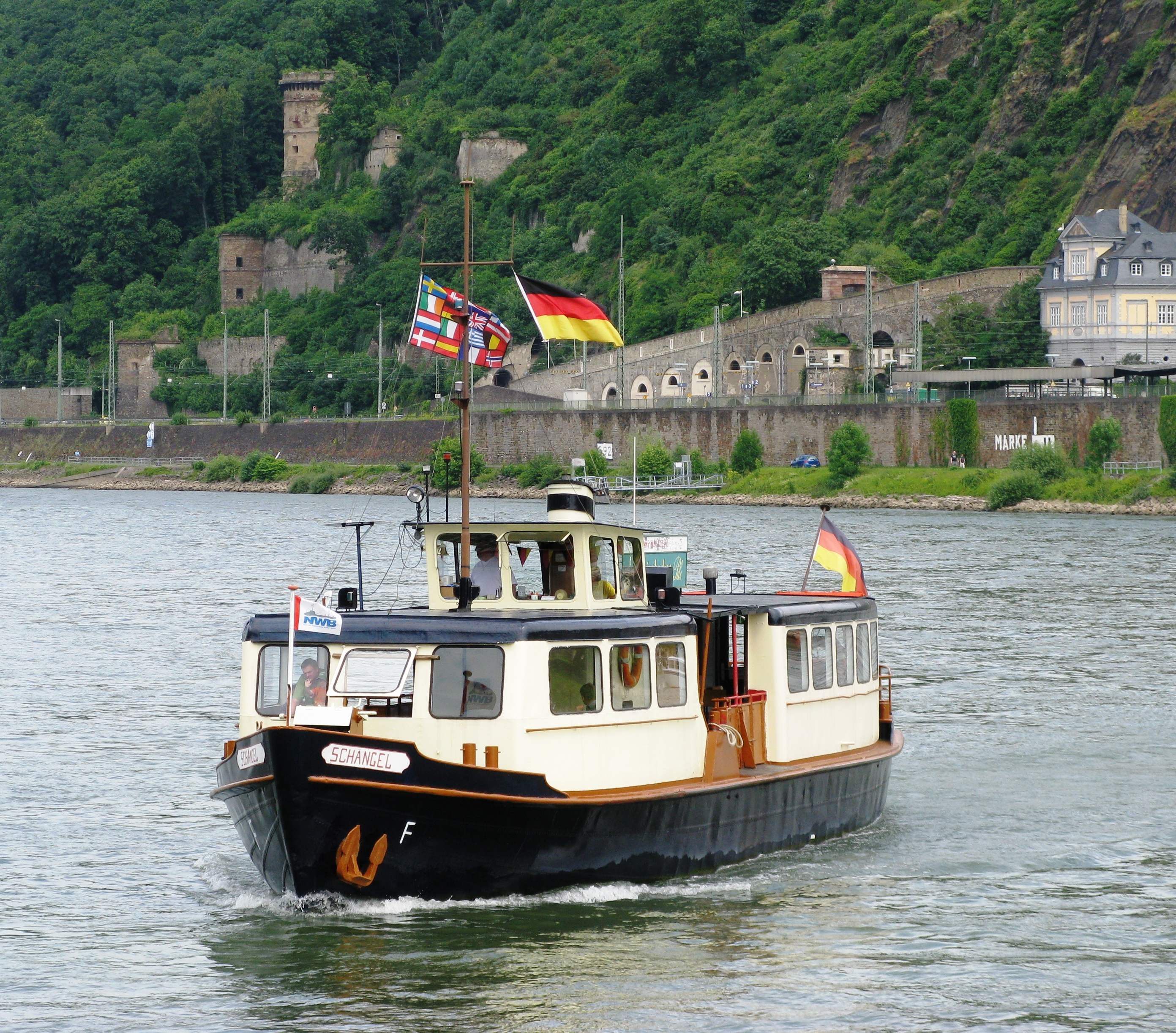
Die Personenfähre Schängel auf dem Rhein in Koblenz

Auf dem Stadtgebiet Koblenz verkehren zwei öffentliche Personenfähren: die Rheinfähre Koblenz pendelt zwischen den Stadtteilen Altstadt und Ehrenbreitstein, die Moselfähre Koblenz zwischen Altstadt und Neuendorfer Eck. Die Fähren haben eigene Haustarife. Auf der Fähre zwischen der Innenstadt und Ehrenbreitstein wird auch der Tarif des VRMs anerkannt.

### Seilbahn/Schrägaufzug zur Festung Ehrenbreitstein

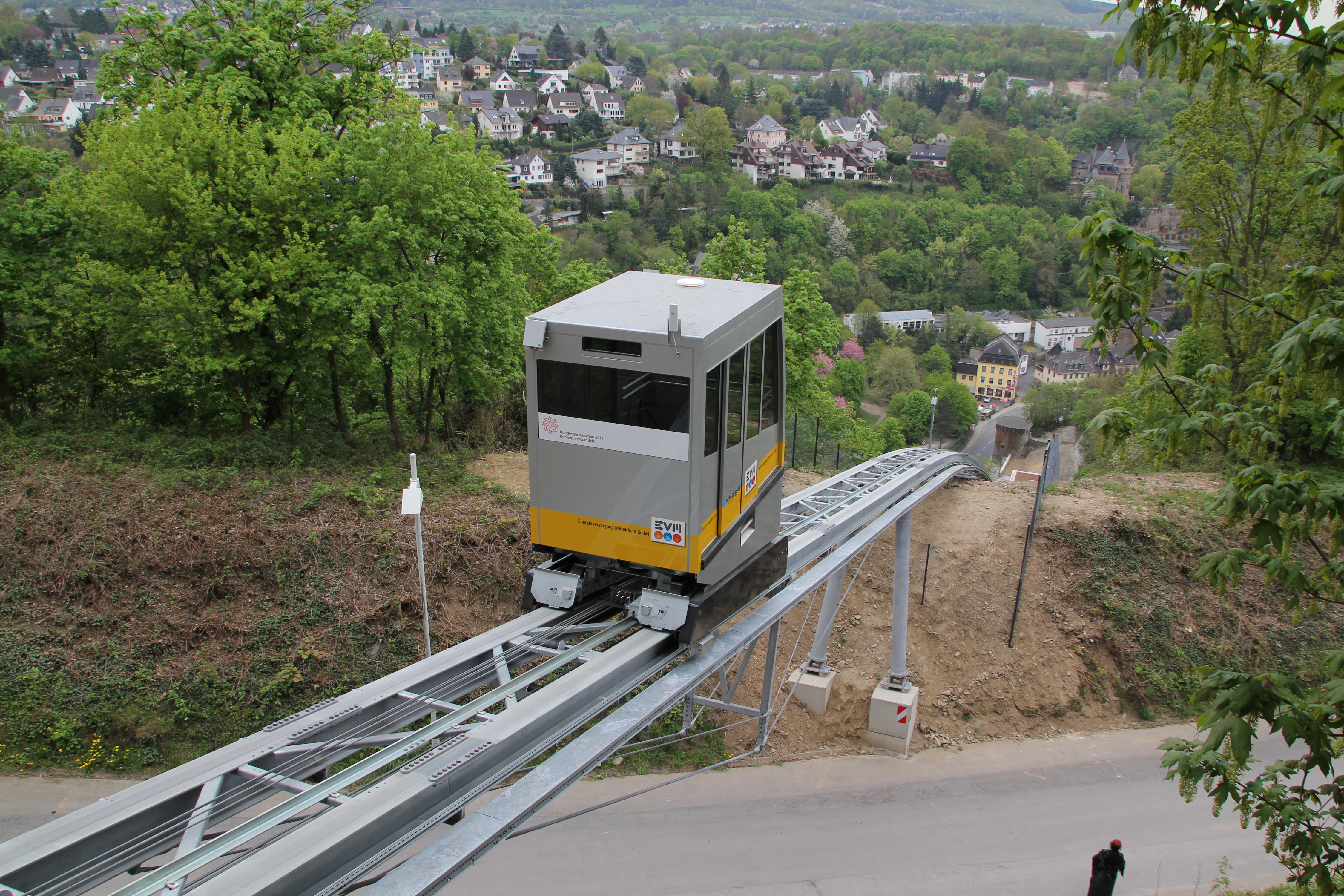
Der Schrägaufzug Ehrenbreitstein an der Ostseite

Die Seilbahn Koblenz verbindet die Altstadt mit der Festung Ehrenbreitstein, der Festungsaufzug (Standseilbahn) verbindet den Stadtteil Ehrenbreitstein mit der Festung. Der Seilbahnbetreiber hat für die Nutzung der Seilbahn ein eigenes Tarifsystem, das die Nutzung mit ÖPNV-Tickets des VRMs nicht gestattet. Der Schrägaufzug hingegen hat zwar auch genauso wie die Fähren ein eigenes Tarifsystem, kann aber auch mit ÖPNV-Tickets des VRMs genutzt werden.

## Geschichte

### Straßenbahn und Obus
Die Geschichte des Koblenzer Nahverkehrs reicht bis ins 19. Jahrhundert zurück. Von 1887 bis 1967 gab es eine Straßenbahn in Koblenz. Diese fuhr bis 1895 zunächst als Pferdebahn und wurde dann sukzessive elektrifiziert. Das Netz bestand beiderseits von Rhein und Mosel. Es wurden Überlandlinien bis in die Vororte Oberlahnstein und Bendorf betrieben. Nach dem Zweiten Weltkrieg kam es durch die Zerstörung der Rheinbrücken zu einer Teilung des Netzes. Infolgedessen wurde zunächst der rechtsrheinische Teil des Netzes auf Obus umgestellt. Aus finanziellen Gründen und aufgrund seines sanierungsbedürftigen Zustandes wurde die Straßenbahn 1967 schließlich eingestellt und durch Omnibusse ersetzt. 1970 folgte ihr der Obus.

### Rittersturzbahn
Von 1928 bis 1959 verkehrte die Rittersturzbahn, eine Standseilbahn, zwischen der Aussichtsstelle Rittersturz im Koblenzer Stadtwald und der Straßenbahnhaltestelle Laubach.

### Bus
Anfangs wurden die Stadtbuslinien mit Buchstaben bezeichnet. Die meisten der ehemaligen Straßenbahn- und Obusstrecken wurden im Rahmen des Stadtverkehrs Koblenz durch die Koblenzer Elektrizitätswerk und Verkehrs-AG (KEVAG) als Buslinien weiterbetrieben, die Liniennummern blieben dabei jedoch größtenteils erhalten, sodass es zeitweise Buslinien gab, die mit Buchstaben bezeichnet waren, als auch solche die mit Zahlen bezeichnet waren. Erst in den 1970er Jahren wurde das Netz vereinheitlicht und alle Linien erhielten Nummern. Verstärkungslinien erhielten zur Nummer ein „A“.
Am 1. Juli 2014 fusionierte die KEVAG mit der Energieversorgung Mittelrhein (EVM), die seither den Stadtverkehr betreibt. Zum Fahrplanwechsel im Dezember 2014 wurden umfangreiche Änderungen im Busliniennetz wirksam. Die Linie 1 (bisher Altstadt, Kornpfortstraße – Conlog Arena, heute CGM Arena) fährt nun von der Altstadt über den Hauptbahnhof nach Goldgrube (Beatusstraße/BBS) und ersetzt die Linie 3 auf diesem Ast, die nun von Güls kommend am Hauptbahnhof endet. Die bisher auch als Linie 3 bezeichneten in Bisholder beginnenden oder endenden Fahrten (montags bis samstags) werden als Linie 13 bezeichnet. Die bisherige Durchbindung der Linien 5/15 auf die Regionallinien 570/571 nach Lahnstein und Braubach entfällt. Stattdessen übernimmt die Linie 5 den früheren südlichen Streckenast der Linie 1 zur Conlog Arena sowie die Fahrten der Linie 8 dorthin in Tagesrandlage, während die Linie 15 am Zentralplatz endet. In Karthause verkehrt die Linie 2 nun über die Straße Am Spitzberg, statt der Simmerner Straße. Die Linie 12 erhält in Karthause einen völlig neuen Linienweg. Sie fährt nun in beide Richtungen vom Zentrum kommend durch den Hüberlingsweg, die Zeisigstraße und den Berliner Ring zur Hochschule und zur Endstelle in der Karl-Härle-Straße. Aufgrund von Beschwerden aus der Bevölkerung wurde der Linienweg der Linie 12 auf der Karthause in den Folgejahren nochmals angepasst.
Zum 1. Oktober 2019 kaufte die Koblenzer Mobilitätsgesellschaft, die im gleichen Jahr von der Stadt Koblenz als Tochterunternehmen der Stadtwerke Koblenz gegründet wurde, die Evm Verkehrs GmbH. Dabei erwarb sie auch die Konzession für den Betrieb der innerstädtischen Buslinien. Diese werden nun unter dem Namen Koblenzer Verkehrsbetriebe betrieben. Da die Koblenzer Verkehrsbetriebe im Gegensatz zur EVM Verkehrs GmbH ein rein städtisches Unternehmen ist, können Direktvergaben durchgeführt und das Unternehmen durch die Stadt bezuschusst werden. Zum Fahrplanwechsel am 13. Dezember 2020 wurde der Busverkehr in Koblenz auf Basis des 2018 beschlossenen Nahverkehrsplan neu strukturiert. Einige Buslinien wurden verlängert wie zum Beispiel die Linie 12 die nun nicht mehr in Wallersheim, sondern in Kesselheim endet. Es wurden neue Linien eingeführt wie zum Beispiel das Linien-Paar 4/14, das vom Hauptbahnhof über Rauental nach Metternich beziehungsweise Rübenach verkehrt oder die Tangentiallinien 26 und 29, die die Stadtteile auf der rechten Rheinseite miteinander verbinden. Außerdem wurde der Takt in Tagesrandlagen beziehungsweise im Nachtbusnetz ausgeweitet. In diesem Zuge wurden auch neue Bushaltestellen geschaffen und schon bestehende aufgewertet. Außerdem wurde zum Fahrplanwechsel im Dezember 2020 die koveb mit der Instandhaltung aller 290 Haltestellen im Stadtgebiet beauftragt. Diese begann 2021 mit dem barrierefreien Ausbau erster Haltestellen. Zum 12. Dezember 2021 wurde der Nahverkehr des Landkreises Mayen-Koblenz umgestellt. Dies brachte auch Veränderungen für den Nahverkehr im Nordwesten von Koblenz. So wurde der Takt auf einigen Linien verdichtet und neue Fahrzeuge kamen zum Einsatz.

## Planungen
Zurzeit (Stand Juli 2016) sind im Koblenzer Stadtgebiet zwei neue Bahnhaltepunkte geplant. Einer soll an der Grenze der Stadtteile Goldgrube und Rauental an der Moselstrecke entstehen. Dieser soll das Verwaltungszentrum in Rauental, in dem etwa 10.000 Menschen arbeiten, besser erschließen. Der zweite Haltepunkt ist in Horchheim an der Lahntalbahn unmittelbar an der Horchheimer Eisenbahnbrücke geplant.
Bis 2025 sollen 125 Haltestellen barrierefrei umgebaut worden sein, die bis 2020 noch nicht barrierefrei waren.

## Bike and Ride
Bike-and-Ride-Anlagen zum Abstellen von Fahrrädern befinden sich in Koblenz am Hauptbahnhof, dem Bahnhof Stadtmitte und dem Bahnhof Ehrenbreitstein.

## Tarif

Logo des Verkehrsverbunds Rhein-Mosel

Auf dem Stadtgebiet Koblenz sowie der Landkreise Altenkirchen, Ahrweiler, Neuwied, Cochem-Zell, Mayen-Koblenz, Westerwaldkreis, Rhein-Lahn-Kreis und dem Rhein-Hunsrück-Kreis gilt der Tarif des Verkehrsverbundes Rhein-Mosel.
Das Stadtgebiet Koblenz ist in sieben Tarifwaben mit der Anfangsziffer 1 eingeteilt:
- 101 Koblenz City
- 102 Koblenz Oberwerth-Karthause
- 103 Koblenz Moselweiß
- 104 Koblenz Metternich/Rübenach
- 105 Koblenz Lützel
- 106 Koblenz Arenberg
- 107 Koblenz Pfaffendorf/Horchheimer Höhe

Ebenso existiert die VRM-Zone 100 (gesamtes Stadtgebiet Koblenz), Fahrscheine für die Zone 100 sind jedoch nicht als Einzelfahrschein, sondern nur als Tageskarten, Dreitageskarten, Wochenkarten und Monatskarten erhältlich.